# غالاكتوز ميوتاروتاز (انزيم)

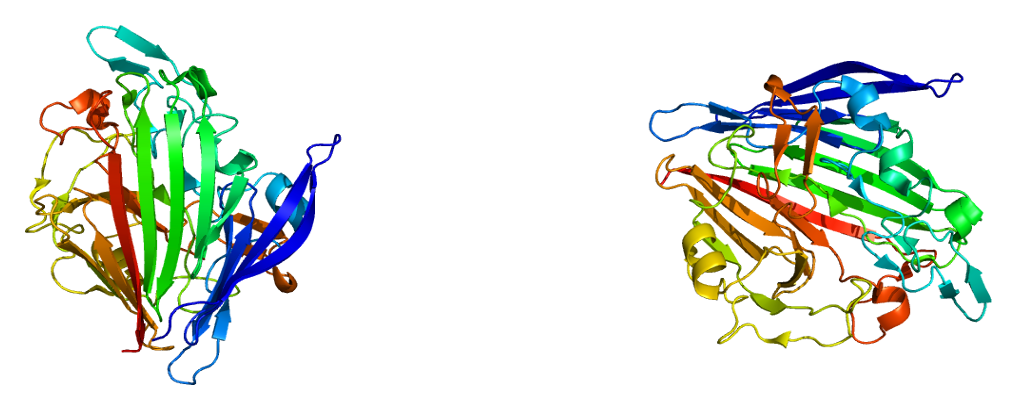

انزيم غالاكتوز ميوتاروتاز (ألدوز 1-إيبيميراز) (جين يحمل اسم GALM) هو إنزيم في جسم الانسان الذي يحول ألفا-ألدوز إلى المستقبلات بيتا-مصاوغ كربونيلي. هي تنتمي إلى epimerases aldose.